# Celyphus inaequalis
Celyphus inaequalis är en tvåvingeart som först beskrevs av Costa 1864.  Celyphus inaequalis ingår i släktet Celyphus och familjen Celyphidae. Inga underarter finns listade i Catalogue of Life.